# Olustvere
Olustvere is een plaats in de Estische provincie Viljandimaa, gemeente Põhja-Sakala. De plaats heeft de status van groter dorp of vlek (Estisch: alevik).
Sinds 2005 behoorde Olustvere tot de landgemeente Suure-Jaani. Tot dat jaar vormde Olustvere een afzonderlijke gemeente (Olustvere vald). Deze telde in 2005 1602 inwoners en had een oppervlakte van 144,2 km². In oktober 2017 werd Suure-Jaani op zijn beurt opgeheven. De gemeente ging op in de fusiegemeente Põhja-Sakala.
Olustvere heeft een station aan de spoorlijn Tallinn - Viljandi.

## Bevolking
De plaats had 469 inwoners op 31 december 2011 en 451 inwoners op 31 december 2021.

## Foto's

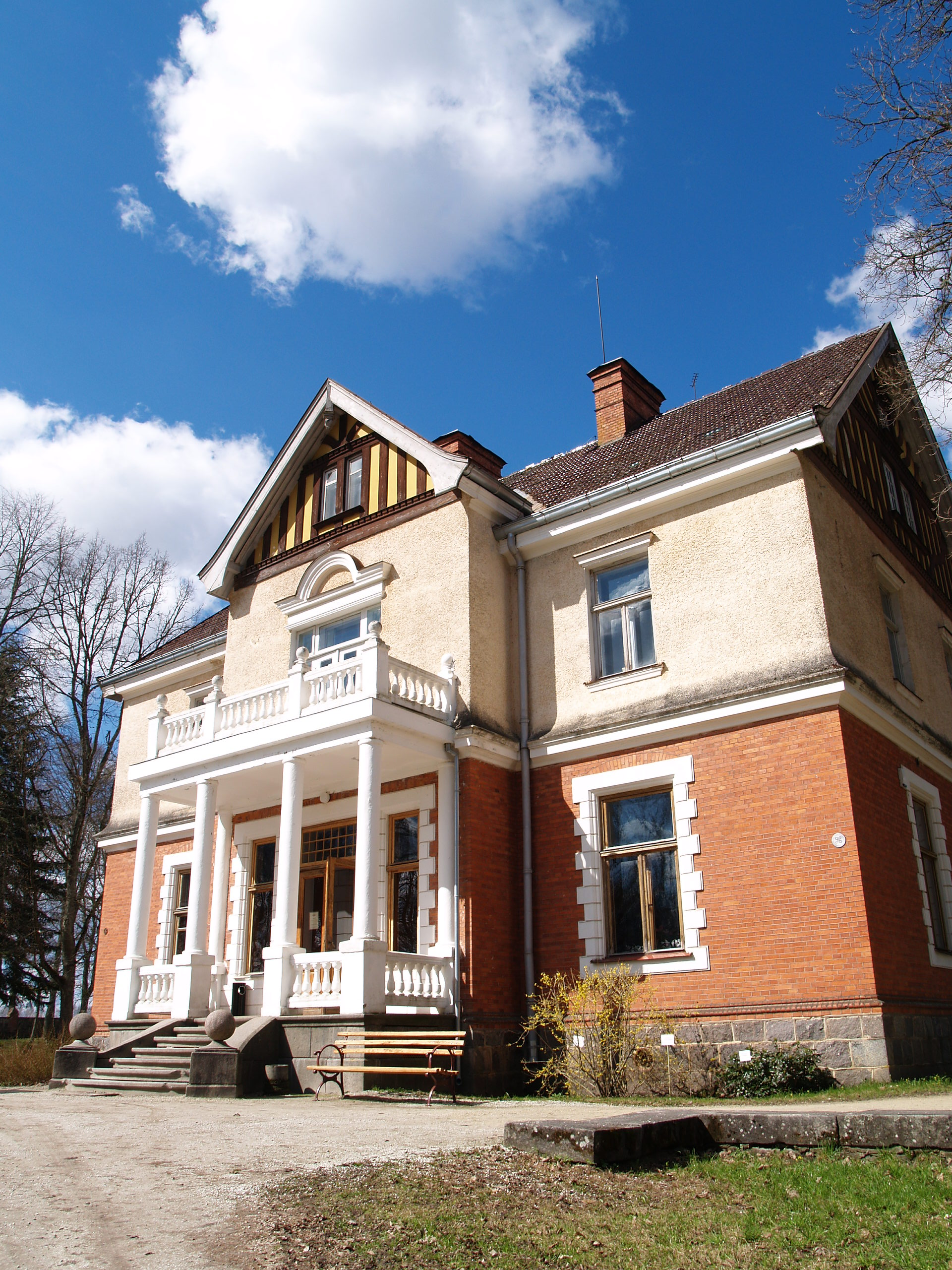
Het hoofdgebouw van landgoed Olustvere
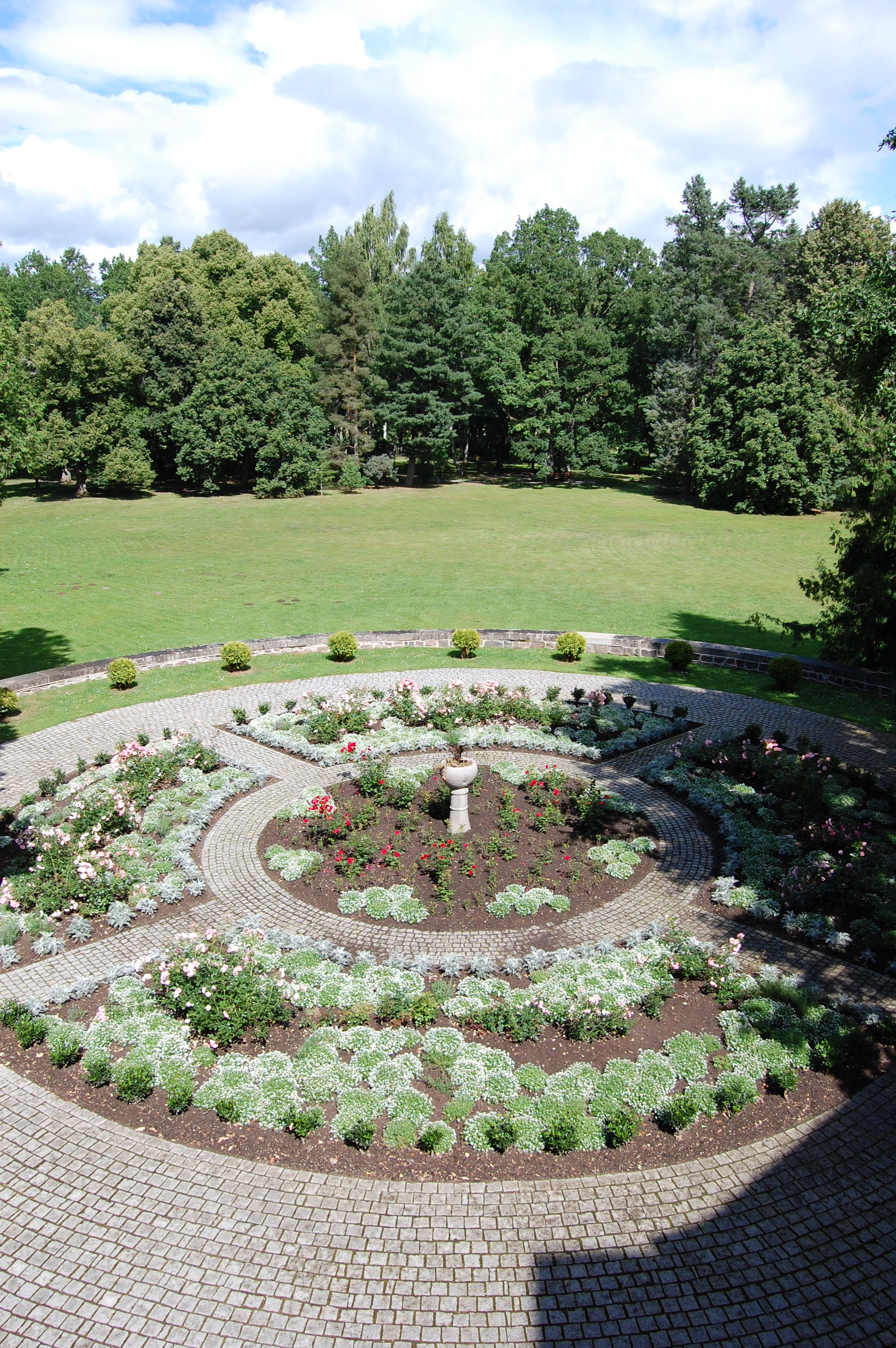
Park bij het landhuis
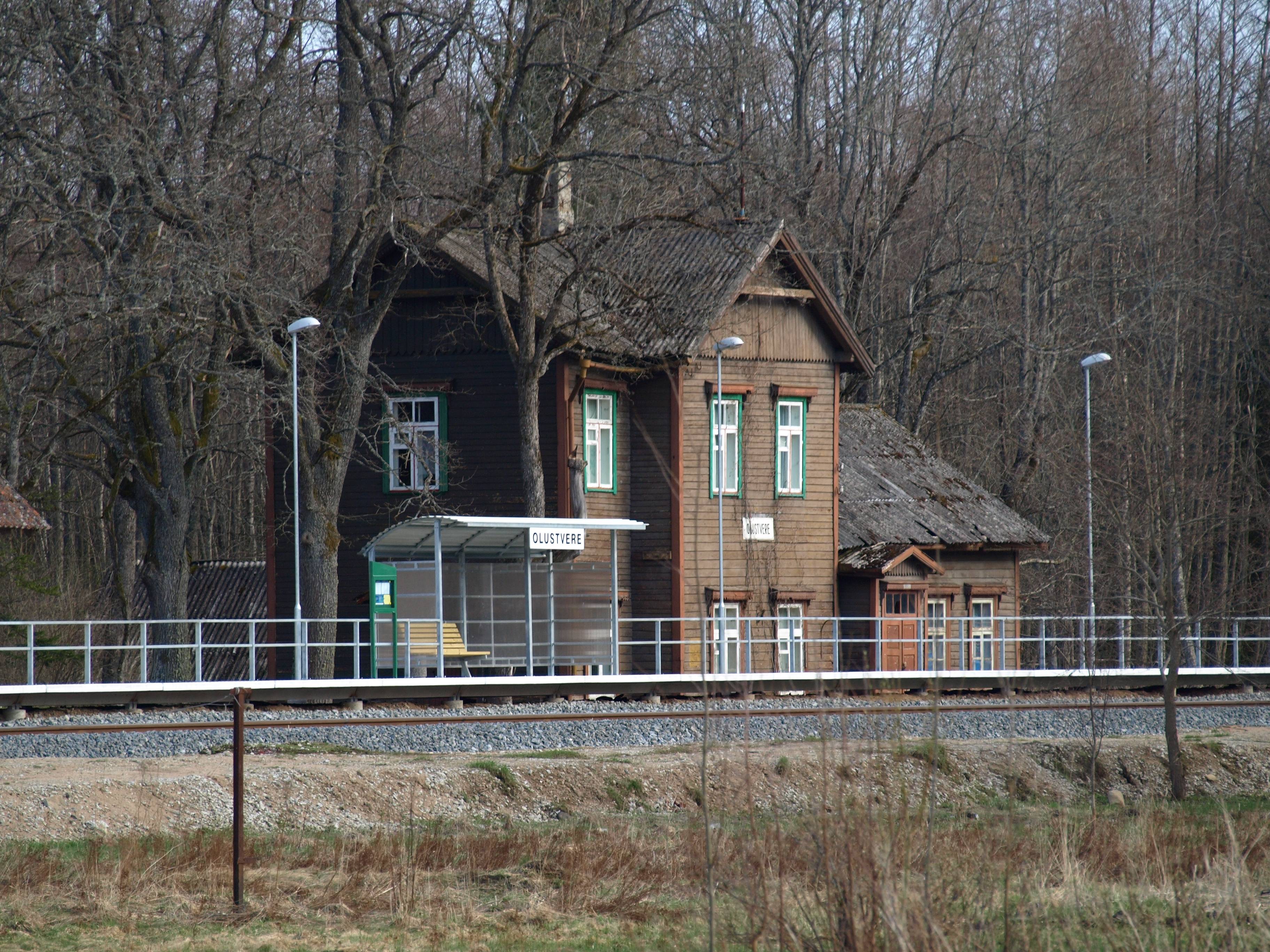
Het station anno 2012